# Pierre Neumeyer
Pierre Neumeyer, né le 17 janvier 1878 à Saint-Dié (Vosges), mort le 1er février 1960 à Paris, est un militant syndicaliste et résistant français, dirigeant confédéral de la CGT puis de FO.

## Biographie
Employé puis contrôleur des Douanes, il prendra sa retraite en 1938 comme contrôleur en chef. 
Il est un des fondateurs du syndicalisme des fonctionnaires. En 1908, il participe à la création de la fédération des amicales de fonctionnaires. Dès 1914 il est secrétaire général adjoint de la fédération générale des fonctionnaires. Cette fédération adhère à la Confédération générale du travail en 1920. Aux côtés de Charles Laurent, il en est le secrétaire jusqu'en 1940. 
En novembre 1940 il est signataire du Manifeste des douze, puis il participe à la Résistance au sein du mouvement Libération-Nord.
En 1944 il entre au Bureau confédéral de la CGT, dont il démissionne en décembre 1947, avec Léon Jouhaux, Robert Bothereau, Albert Bouzanquet et Georges Delamarre, pour créer Force ouvrière. Il est trésorier de cette confédération de 1948 à 1954. En 1953, il est nommé président de la FGF FO.
En novembre 1944, il est délégué à l'Assemblée consultative provisoire, où il représente son mouvement de résistance. Il siège dans cette assemblée jusqu'en août 1945.
De mai 1954 à juin 1959 il est l'un des représentants de Force ouvrière au Conseil économique et social.
Il est promu officier de la Légion d'honneur en 1957.
Il était marié et père d’un enfant.